# Xã South Manheim, Quận Schuylkill, Pennsylvania
Xã South Manheim (tiếng Anh: South Manheim Township) là một xã thuộc quận Schuylkill, tiểu bang Pennsylvania, Hoa Kỳ. Năm 2010, dân số của xã này là 2.507 người.